# Chitry-les-Mines
Chitry-les-Mines là một xã của tỉnh Nièvre, thuộc vùng Bourgogne-Franche-Comté, miền trung nước Pháp.